# 에스타디오 라스 가우나스
에스타디오 라스 가우나스(스페인어: Estadio Las Gaunas)는 스페인 라리오하주 로그로뇨에 위치한 축구장이다. 16,000명의 관중을 수용하며, 2002년 2월 28일에 개장했다.